# Niccolò Mornati
Niccolò Mornati (Milano, 28 ottobre 1980) è un canottiere italiano.

## Carriera
Nel 2012 ha partecipato ai Giochi olimpici di Londra nel due senza con Lorenzo Carboncini concludendo la finale al quarto posto.

## Palmarès
- Campionati del mondo di canottaggio

Siviglia 2002 - bronzo nel quattro senza.
Gifu 2005 - argento nell'otto maschile.
Eton 2006 - argento nell'otto maschile.
Monaco 2007 - argento nel quattro senza.
Bled 2011 - bronzo nel due senza.